# Terme Segestane

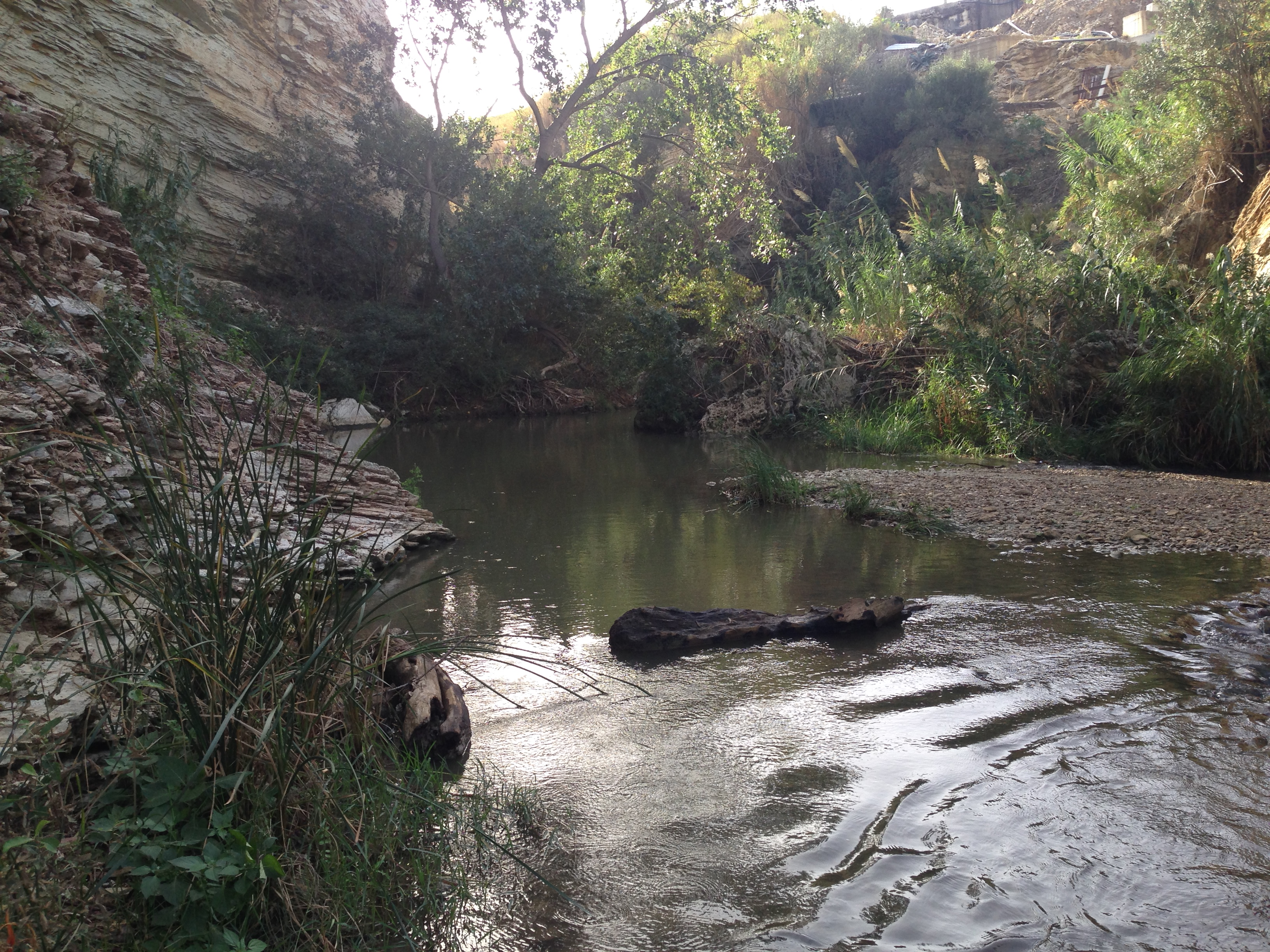
Veduta di una parte delle terme

Le Terme Segestane (dette anche Polle del Crimiso) sono delle sorgenti idrotermali che si trovano in Sicilia nel comune di Castellammare del Golfo, in provincia di Trapani.

## Storia

### Mitologia
I primi greci che abitarono la Sicilia occidentale collegarono il fenomeno della formazione delle acque calde a un avvenimento mitologico, secondo il quale il calore delle acque del fiume si era sprigionato per volere di una divinità fluviale, Crimiso, per dare modo di riscaldarsi alla ninfa Egesta, in fuga da Troia, che si trovava svenuta sulla riva, e che in seguito divenne sua sposa.
Da essi fu procreato Aceste, che fondò la città di Segesta dandole il nome della madre.
Lo storico Diodoro Siculo racconta il viaggio di Eracle che, mentre si dirigeva verso Erice, incontrò le ninfe Egestee che, per aiutarlo a ritemprarsi dalle fatiche, fecero affiorare le fonti di acqua calda di Egesta (o Segesta).
Lo storico Dionigi di Alicarnasso parla delle Terme Segestane e racconta che Enea, arrivato in Sicilia, lasciò nella vicina Egesta i compagni più vecchi e affaticati dal viaggio, affinché la ripopolassero e, utilizzando queste acque, avessero dei benefici per il loro fisico.
Il mito si collega, in questo modo, anche alla fondazione di Segesta ad opera dei troiani che la avrebbero scelto proprio per le proprietà salutari delle calde acque del suo territorio.
Per quanto concerne la posizione del fiume, tutte le fonti antiche che riportano il mito concordano sul fatto che il Crimiso è nell'area di Segesta, e quindi dovrebbe essere l'attuale fiume San Bartolomeo (formato dalla confluenza del fiume Caldo e del fiume Freddo), alla cui foce Segesta aveva il suo porto.

### Testimonianze storiche
Oltre alle leggende, diverse testimonianze storiche attestano l’importanza di queste acque termali: Strabone ne parla e anche Plinio il Vecchio loda le loro virtù terapeutiche:
Nec vero omnes quae sint calidae medicatas esse credendum, sicut in Segesta Siciliae.

## Morfologia
Il fiume Caldo, largo più di 3 metri e profondo meno di 50 centimetri, scorre nel suo tratto iniziale fra due alte pareti rocciose; la roccia bianca vicino al fiume evidenzia depositi di travertino di Alcamo, formato dai calcari creati dalle acque calde. 
Sulla sponda sinistra del corso d'acqua esistono quattro vene d'acqua, con una temperatura di circa 47 °C.

## Stabilimenti termali
Nei pressi delle terme segestane sorgono due stabilimenti termali:
- Terme Gorga (Alcamo):[5] In contrada Gorga, a circa un chilometro dalla stazione ferroviaria di Alcamo diramazione. Le acque termali in prossimità di questo impianto sono concentrate in una conca naturale tra materiale argilloso, sono alcalino-solfuree e hanno una temperatura di circa 49 °C e una portata di circa 80 litri al secondo. Lo stabilimento termale è situato in un vecchio mulino ristrutturato circa 50 anni fa.[6]
- Terme Segestane (Castellammare):[7] tale stabilimento termale sorge in contrada Ponte Bagni, dove le acque minerali sgorgano alla temperatura di circa 47 °C e con una portata di quasi 110 litri al secondo. Qui i trattamenti prevedono: fanghi, grotte, massaggi, idromassaggi, aerosol, inalazioni ed irrigazioni.[6]

## Flora e fauna
Nel territorio delle terme segestane crescono tamerici e canne palustri.
A causa della loro particolare conformazione, le pendici rocciose nei pressi del fiume Caldo ospitano molti nidi di uccelli.

## Proprietà delle acque e dei fanghi
Le acque delle terme segestante sono di tipo cloro-solfato-alcalino-terrose; le analisi effettuate mostrano che il contenuto di zolfo deriva dallo scioglimento delle particelle di gesso e zolfo presenti nel sottosuolo e che affiorano nei pressi di Vita e Calatafimi, attraversate da queste acque durante la loro risalita.
La presenza di rocce molto permeabili nella zona permette alle acque piovane di essere assorbite in profondità; qui, il campo geotermico riscalda le acque che risalgono in superficie in più punti.
Tali acque si prestano ad essere utilizzate per bagni e inalazioni a scopo terapeutico; i fanghi sono utili per curare reumatismi, artriti, artrosi, sciatica, uricemia, gotta e malattie della pelle.